# Szent Mihály-templom (Kolozsvár)
A kolozsvári Szent Mihály-templom Erdély legkorábbi csarnoktemploma és második legnagyobb alapterületű temploma (a brassói Fekete templom után), amely Kolozsvár főterén, a hajdani nagypiacon áll. A 14–15. században gótikus stílusban épült római katolikus templomot 1545 és 1556 között a lutheránusok, 1556 és 1566 között a reformátusok, 1566-tól 1716-ig közel kétévnyi megszakítással az unitáriusok használták; 1716-ban Habsburg hatalmi döntéssel kapták vissza a katolikus hívek. Ma a város római katolikus közösségének plébániatemploma, Kolozsvár egyik jelképe.
Kelemen Lajos szerint „Kolozsvár legrégibb építészeti műemlékei közül nagyságra, korra, történelmi és művészettörténeti jelentőségre övé az elsőség”. Művészetében az észak-magyarországi stílus hatása ismerhető fel, de sok részletében az erdélyi helyi jegyek mutatkoznak, hatása kimutatható az erdélyi templomépítészetben. A háromhajós, hármas szentélyű templom építészeti-művészettörténeti különlegességei közé tartozik a nyugati homlokzat 15. századi gótikus, kettős főkapuja, a sekrestyeajtó 16. századi reneszánsz, díszesen faragott kőkerete és a kétorsós csigalépcső, úgynevezett királylépcső, amelyen ketten közlekedhetnek egyszerre úgy, hogy nem találkoznak egymással. Az 1858-ban felépült, neogótikus, 76 méteres (a kereszttel együtt 80 méteres) méteres tornya a legmagasabb templomtorony a történelmi Erdély területén.

## Neve
Titulusa Ecclesia Sancti Michaelis, azaz Szent Mihály-templom, de emellett a források számos esetben nagytemplom, piaci templom, illetve nagypiaci templom néven hivatkoznak rá. A közelében található Mátyás király emlékmű miatt tévesen Mátyás-templom néven is említik. Jakab Elek Kolozsvár története című könyvében főtéri Zsigmond-templom, illetve Zsigmond-egyház néven is említi, utalásul arra a feltételezésre, hogy a templom építése Zsigmond király uralkodása alatt zárult le, az épület nyugati homlokzatát pedig uralkodói címerei díszítik.

## Elhelyezkedése
Az épület nem a Fő tér közepén, hanem annak északi felén található. Megépítésekor az északi házsor még nem épült ki, így a piactér abban az irányban is teresebb volt. További ok lehetett a már létező Szent Jakab-kápolnához való igazodás. A háromhajós csarnoktemplom tengelye nem párhuzamos a tér oldalaival, mert a középkori szokás szerint a szentély tengelyvonalát a védőszent neve napján felkelő Naphoz tájolták (keletelés). Carl Charlier csillagász szerint a templom hossztengelyének és a nyugat–keleti iránynak az eltéréséből megállapítható, hogy melyik év Szent Mihály-napján kelt fel a nap a templom hossztengelyében, azaz melyik évben kezdődött el az építkezés.

## Története

### Építéstörténete
Miután a templom építéséről írott források, számadáskönyvek nem maradtak fenn, az építkezés menete jószerével csak az építészeti megoldások, részletek elemzésével meghatározható. Ilyenformán a templom építésének kezdődátuma sem ismert. Biró József forrás megadása nélkül azt állította, hogy alapjait 1320–1330 körül mérték ki. Korábbi szerzők – a kolozsvári tanács által 1734-ben készíttetett Descriptio Claudiopolis és a De origine Claudiopolis című művek szerzője, Kaprinai István, Kőváry László, Hunfalvy János, Rupp Jakab és Ipolyi Arnold – az alapítást és építtetést egy évszázaddal későbbre tették, Zsigmond királynak tulajdonították, de ezt adatokkal nem bizonyították.

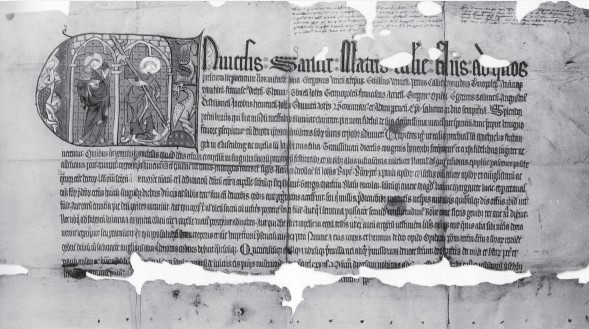
Az avignoni búcsúengedély (1349)

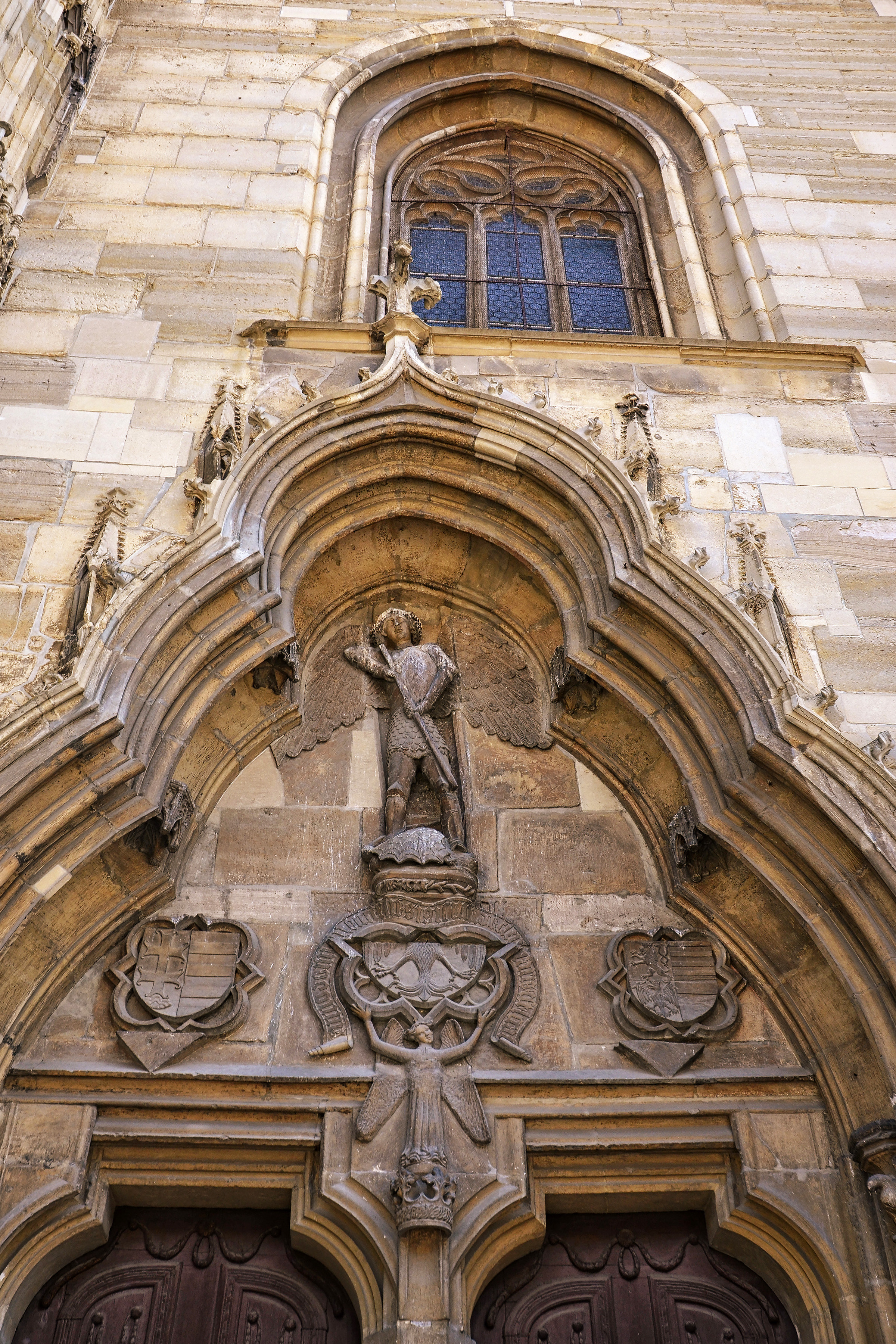
Zsigmond király címerei és Szent Mihály szobra a nyugati főkapu felett

A Kolozsvárott Szent Mihály-templomot említő, legkorábbi ismert irat 1349. januárból származik, amelyben Avignon érseke és tizenöt püspök engedélyezte a búcsút azok számára, akik a kolozsvári Szent Mihály-templom és a Szent Jakab-kápolna világítására és felszerelésére adakoztak. A búcsúengedélyt több ízben megújították (András püspök: 1350, Imre püspök: 1387, Maternus püspök: 1397). Az 1349-es okirat többféleképpen értelmezhető:
- Az egyik feltételezés szerint a templom építése Károly Róbert 1316. augusztus 19-ei oklevelével függ össze, amelyben megerősítette a városnak V. István által adott kiváltságait, többek között a szabad plébános- és bíróválasztás jogát.[20] A város megnövekedett lakossága számára pár éven belül új, tágas templom építését kezdték el,[21] amelynek az avignoni okirat kibocsátásakor már készen állt a szentélye, a hozzá csatlakozó két mellékszentély és a kettős padlásfeljáró.[22]
- A másik feltételezés szerint, amelyet művészettörténeti megfontolások támasztanak alá, az avignoni búcsúengedély nem a ma ismert Szent Mihály-templomra, hanem annak (azonos nevű) elődjére vonatkozott, és a mai templom építését csak 1349 után kezdték el.[23] Ezt az elgondolást támogatja Entz Géza is, véleménye szerint a templom helyén már a 13. században is állt egy késő román templom; ezt a hipotézist az 1959-ben az északi falban talált oszloplábazat és leveles díszítésű oszlopfő támasztják alá.[24] A korábbi templom feltevése szerint a 13. század utolsó éveiben, V. István korában épülhetett.[25]

IX. Bonifác pápa 1400. december 10-én kelt bullájában már az új kolozsvári Szent Mihály-templom hit- és gyülekezeti életét erősítendő „mindazon igaz bűnbánóknak és vétkeiket meggyónóknak, akik az egyházat hét éven át az általa megjelölt ünnepek nyolcadain (octava) és pünkösd ünnepe után hét napig meglátogatják, s annak fenntartására segédkezet nyújtnak, a rájok kiszabott bűnvezeklésből száz napot kegyelmesen elengedett.” 1408-ból, 1416-ból és 1422-ből maradtak fenn további olyan oklevelek, amelyek szintén a ma ismert templomot említik, de ezekből nem derül ki, hogy építése lezárult-e már. Egyes források szerint a templom több mint száz évig épült, valójában az építkezés befejezésének időpontja is bizonytalan. Egy 1822. évi egyházlátogatási jegyzőkönyv szerint a templom 1414-ben épült fel, de ezt Jakab Elek kétségesnek tartotta. Zsigmond királynak a nyugati főkapu felett elhelyezett magyar királyi, német császári és cseh királyi címere arra utalhat, hogy az építkezés befejezése uralkodásának idejére, azaz 1419–1437 közé esett. A homlokzat befejezése és a torony építése mindenesetre még az 1440-es–1450-es években is tartott.

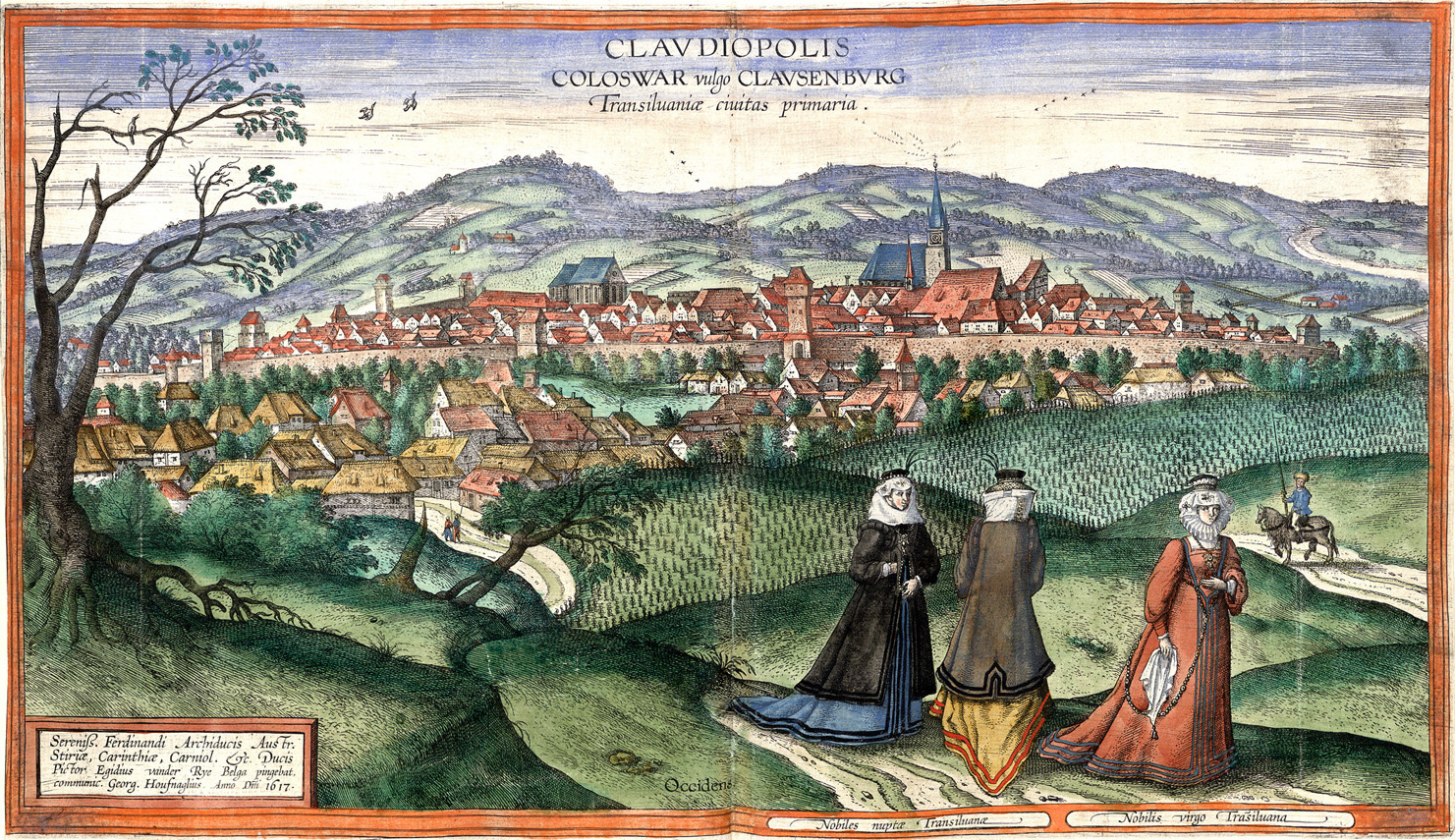
Kolozsvár Georg Hoefnagel 1617-es metszetén

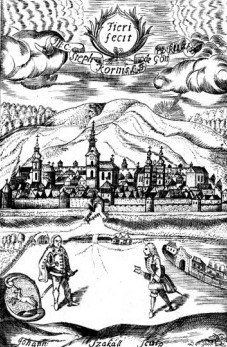
Szakáll János kolozsvári ötvösmester rézmetszete 1752-ből; a kép közepén a Szent Mihály-templom látszik oldalnézetben, előtte az 1742–1744 között épült toronnyal

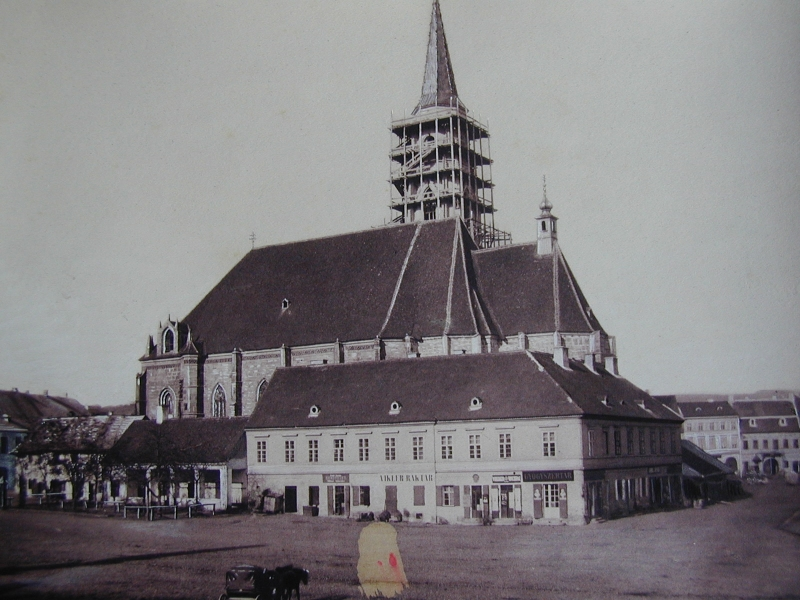
Az épülő neogótikus torony Veress Ferenc fényképén, 1859

A templomot 1489-ben tűzvész károsította. Miután felmerült a gyújtogatás gyanúja, Mátyás király Dorogházi László királyi udvari ítélőmestert, Thelegdi István erdélyi alvajdát és Zöld István nagybányai kamaraispánt nyomozó biztosoknak nevezte ki a tűz okainak feltárására, de az épület helyreállítása is megindult. A szentély boltozatát végül 1498-ban újították meg. A munkálatok hátráltatták a már a 15. század közepén megkezdett torony befejezését, ezért a városi tanács új adó kivetését rendelte el. A tervezett két torony közül végül csak az északi épült fel, befejezését az 1511–1545 közötti időszakra teszik. Eszterházy János véleménye szerint azonban mindkét torony elkészült, ezt Entz Géza is valószínűnek tartotta, ám feltevésük nem bizonyított. A toronyóra fölé kis erkélyt építettek, ahonnan éjjelente egy kürtös jelezte az órákat és adott esetben a tűzveszélyt. 1624-ben a város napórát tétetett a toronyra, amelyet 1625-ben Nagybányai Képíró Istvánnal aranyoztattak be.
1630. június 10-én villámcsapás sújtotta a tornyot. Mivel ez éppen harangozás közben történt, két harangozó meghalt, egy pedig megsebesült. 1655. április 3-án tűzvész pusztított a belvárosban, amely érintette a templomot, a harangokat, a templom körüli boltokat és a plébánia épületét is. A templomot és a tornyot rövidesen helyreállították, de a harangokat csak 1676-ban vagy 1677-ben sikerült pótolni.
1697. május 6-án a város nagy része leégett; két nap múlva egy vihar tovább károsította az épületeket. Mivel a főtéri templom melletti boltokban bombákat (mozsárlövedékeket) is raktároztak, a templom alapjai megrongálódtak, a torony pedig harangjaival együtt meg is semmisült. A nagy tűzvész után Dimién Pál Hollandiában gyűjtött adományokat a templom helyreállítására. A tűzben károsodott gótikus szentélyboltozatot 1752-ben kicserélték, az új, barokk boltozat azonban az eredetinél jóval alacsonyabb lett. Az elpusztult tornyot 1742–1744 között építették újjá, az új, szintén barokk stílusú tornyot négy angyalszobor díszítette és három harangot kapott. Ezt azonban 1763-ban villámcsapás és földrengés károsította, ezért le kellett bontani. Feltehetőleg ugyanez a földrengés rongálta meg a templomfalakat és okozta a szentély déli falának elcsavarodását is.
A 19. század első felében nagyobb javításokat végeztek a templomon. 1837. március 19-én tették le a jelenleg is látható neogótikus torony alapkövét, amelyet 1838. május 20-án Kovács Miklós püspök szentelt fel. Az építkezés az 1848–1849-es forradalom és szabadságharc idején szünetelt, a falak végül 1858 szeptemberében, a kereszttel koronázott tetőzet pedig 1859-ben készült el. Építéséhez a városfal köveit használták fel. A torony nyugati oldalán egy 1862-ben állított emléktábla örökíti meg az építést. A toronyórát 1859-ben Geiser Antal főmérnök tervezte; ezen a nagymutató mutatta az órákat, a kicsi pedig a perceket. A torony alatti átjárót a 20. század elején Hirschler József apátplébános kápolnává alakíttatta át.
1938-ban Márton Áron püspök felmérést készíttetett egy teljes felújítás céljával. Rados Jenő, a Magyar Királyi József Nádor Műszaki és Gazdaságtudományi Egyetem professzorának javaslatai alapján Rátz Mihály kolozsvári építész előzetes költségvetést készített. A munkálatokat 1942-ben el is kezdték, de a tervek a második világháború miatt nem valósultak meg. Szintén 1942-ben hangerősítő készüléket szereltek fel a templomban.
A templom átfogó restaurálására végül 1956–1964 között került sor, amelyet a román állam finanszírozott. A restaurálásnál figyelembe vették Lux Kálmán és Rados Jenő korábbi elképzeléseit, illetve Rátz Mihály, Moll Elemér és Debreczeni László terveit.
2018 márciusában teljes körű felújítás vette kezdetét, amelynek hétmillió eurónyi költségéből négymillió eurót az Európai Unió, közel kétmilliót pedig a magyar állam biztosított; hozzájárult továbbá a román költségvetés és a kolozsvári önkormányzat, valamint magánszemélyek is adományoztak. A felújítás során számos korábban nem ismert részletre derült fény a templom építéstörténetéből: megtalálták a 14. századi, a jelenleginél mintegy 90 centiméterrel alacsonyabban fekvő járószint kőburkolatát, egy 14. századi oltárasztalt, egy középkori sírt és egy 15. századi faragott sírkövet. A templomot a 2022. augusztus 13-ai ünnepi szentmise keretében Kovács Gergely gyulafehérvári érsek szentelte fel újra. A felújítás 2024 májusában Europa Nostra-díjat kapott, melynek plakettjét augusztusban leplezték le  Graham Bell, az Europa Nostra-bizottság igazgatótanácsának tagja jelenlétében.

### Felekezetek és nemzetek
A templomot 1545 és 1556 között a lutheránusok, 1556 és 1566 között a reformátusok, 1566-tól 1716-ig közel kétévnyi megszakítással az unitáriusok használták. Azóta megszakítás nélkül a római katolikusok temploma.
Dávid Ferenc valószínűleg itt tartotta első unitárius szellemű prédikációját 1566. január 20-án, amelyben tagadta a Szentháromság dogmáját.
1568-ban a város magyar polgárai bepanaszolták János Zsigmond fejedelemnél a szászokat, amiért a főtéri nagytemplomot kizárólagosan használják. A szászok szerint a templom használatára mindkét nemzetnek egyenlő joga volt, azonban a magyarok nem éltek vele. A királyi tanács úgy rendelkezett, hogy a két nemzet évenkénti váltással használja a nagy-, illetve kistemplomot. 1635-ben a reformátusok próbálták elérni I. Apafi Mihálynál, hogy a templomot felváltva használhassák az unitáriusokkal, de a fejedelem számukra kedvezőtlenül döntött.
1603. októberében Giorgio Basta császári hadvezér a jezsuiták birtokába adta a lerombolt Farkas utcai templom helyett, majd 1605. júliusban Bocskai István visszaadatta a korábbi birtokos unitáriusoknak. 1690-ben a Diploma Leopoldinummal elégedetlen katolikusok próbálták megszerezni a nagytemplomot, de (ekkor még) nem jártak sikerrel.
1716. március 30-án Stephan von Steinville császári főparancsnok utasítására katonai erővel elvették az unitáriusoktól, és újra a katolikus egyházé lett. 1783-ban II. József elrendelte, hogy az unitáriusok a kamarai pénztárból kapjanak kártérítést az elvesztett főtéri templomért és iskoláikért, a kifizetés azonban nem történt meg.

### A liturgikus tér változásai
A templomépítés és -berendezés költségeit részben az adakozó polgárság, részben a búcsúk bevétele biztosította. Az egyes céhek vállalták a szentély, illetve egy-egy oltár díszítését zászlóval, szőnyegekkel, gyertyákkal; a tímárok például a Szent Katalin-, más forrás szerint a Szűz Mária-oltárért, a szabók a Mindenszentek-, a kovácsok a Szent László-, a mészárosok a Szent Mihály-, a kádárok a Szent László-, a takácsok a Szentlélek-, az ötvösök pedig a Szent Eligius-oltárért feleltek.
A templom protestáns használatba kerülése, 1545 után Petrovics Péter kormányzótanácsos, temesi bán parancsára a liturgikus berendezéseket a szószék kivételével kihordták, a freskókat fehérre meszelték. 1564-ben kivették a templom falából a keresztelőmedencét, az orgonát 1565. márciusban távolították el. A keresztet csak 1623-ban vették le a toronyról, és helyére gombot tétettek.
Az 1716-os rekatolizációt követően az új barokk főoltárt 1725-ben Antalfi János plébános emeltette, 1728-ban pedig orgonát állítottak fel. Az 1739–1761 között hivatalban levő Bíró János plébános új berendezést készíttetett, amihez Johannes Nachtigall és Anton Schuchbauer mestereket fogadta fel. Schuchbauer egy, Nachtigall öt oltárt készített a templom számára, a szószéket együtt faragták 1740–1750 között. A templom új orgonáját 1753-ban Johannes Hahn nagyszebeni mester építette, díszítéseit Nachtigall készítette. 1759-ben készült el a templom faragott kövekből álló új padlózata.
1868-ban Vastagh György restaurálta a főoltárt. A templom neogótikus bútorzatát Lönhart Ferenc plébános (későbbi püspök) rendelésére Back Lajos műasztalos tervezte, aki díjat is nyert velük az 1873-as bécsi világkiállításon. Hirschler József nevéhez fűződik a neogótikus főoltár és gyóntatószékek elkészíttetése, valamint a villanyvilágítás bevezettetése.
Az 1963-as liturgikus reform után elbontották a szentélyt a hajótól elválasztó öntöttvas korlát középső szakaszát.
1990 után az orgonát kibővítették a jövedicsi és a szénaverősi evangélikus templomok orgonáinak felhasználásával, illetve a templomhajóban egy mozgatható pódiumon elhelyezték a vérdi evangélikus templom orgonáját is. A templom felújított és kibővített orgonáját 2022. június 19-én avatták fel Fassang László közreműködésével.

### Környezete

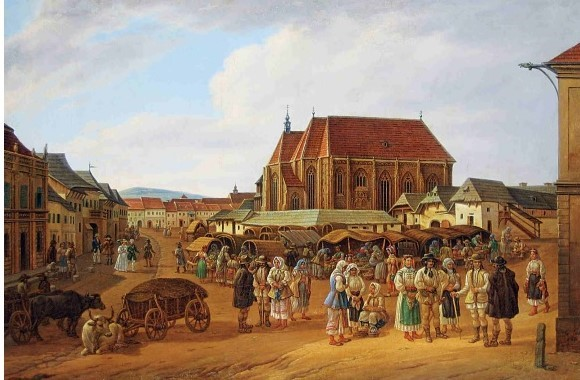
A templom és környezete a 19. század elején

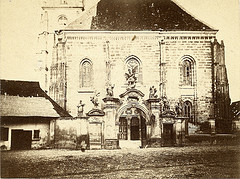
A templom, előtte a díszkapuval 1860-ban

A 14. század végén a növekvő török veszély miatt a templomot és a templom körüli temetőt védőfallal kerítették be. A sírkertet a városi polgárság 1585-ig, a Házsongárdi temető megnyitásáig használta, utána csak előkelőbb halottakat temettek ide.
1560 után a védőfal köré vásáros bódékat és boltokat emeltek, amelyeket az egyház jó pénzért adott bérbe. A boltok mellett helyezkedett el a kisebb vétkesek megbüntetésére szolgáló kalitka is.
Az 1738–1742-es nagy pestisjárvány után a főbejárat elé három árkádívvel tagolt fogadalmi kaput emeltek, amelyet Mihály arkangyal és a pestis ellen oltalmazó szentek (Keresztelő Szent János, Szent János evangélista, Szent Sebestyén, Szent Rókus, Nepomuki Szent János és Borromei Szent Károly) szobrai díszítettek. A kaput 1899. júliusban áthelyezték a Szentpéteri templom elé.
A templom körüli épületek elbontásának ügyében a helyi tanács már 1788-ban előterjesztést írt a főkormányszéknek, amelyben esztétikai és közegészségügyi érvekre egyaránt hivatkozott. Ugyan a főkormányszék kedvező választ adott, de a megvalósítás akadozott; a tárgyalások még 1793-ban is folytak, mert az egyház nem fogadta el a kártalanításként felajánlott 100 000 forintot. 1831-ben a cinterem déli oldalán, hat bolt helyén épült meg a Római Katolikus Elemi Leányiskola.
A városba látogató Paget János 1835-ben ezt jegyezte fel: „a régi katedrális épülete szép lenne, de az alját nem lehet látni a boltoktól.” 1839-ben Táncsics Mihály így írt a templom környezetéről: „A templomot néhány épület, ronda műhelyek, bódék, pálinkasátorok s más, minden csín nélküli kunyhók körítik. Valóban bámulni lehet! Több ízben majd egynek, majd másnak említém, hogy a templom körülti ronda kunyhókat le kellene rontani, ne dísztelenítenék a különben valósággal szép piacot s a pompás egyházat.”

Márton Áron szobra a templom mellett, Bocskay Vince alkotása

1852-ben Schütz János nyugalmazott rendőrfelügyelő kezdeményezésére a városi tanács bizottságot alakított a bontás anyagi ügyeinek intézésére, melynek titkára Kőváry László volt. Ekkor a templom körüli épületek közül kettő (a nagy strázsaház és a vámház) a város tulajdonát képezte, két ház a mészárosoké, a többi a római katolikus egyházé volt. 1865-ben elbontották a vámházat, 1886-ban pedig a többi épületet, az egyház azonban azt tervezte, hogy a templomot négy neogótikus bérházzal veszi körül, és pályázatot írt ki az építkezés megvalósítására. A közvélemény felzúdult, május 16-án Maetz Frigyes építész művészi és gazdasági szempontból egyaránt abszurdumnak nevezte a tervezetet, május 29-én Bartha Miklós publicista, országgyűlési képviselő a Nyílt szó a kolozsvári plébániatemplom környékének lebontása ügyében című röpiratában támadta az egyház terveit, Groisz Gusztáv egyetemi tanár véleménye szerint „a tér kivetkőzne jellegéből,” Petelei István kezdeményezésére pedig a kolozsvári írók és művészek panaszt tettek Trefort Ágoston vallás- és közoktatásügyi miniszternél. Végül sikerült a területet beépítetlenül megőrizni; az egyházat más ingatlanokkal kárpótolták.
1898-ra a templom körül aszfaltozott korzót létesítettek, a templom kertjét Pákey Lajos tervezte, terméskő oszlopokkal tagolt díszkorláttal vették körül. 1902. október 12-én a templom déli oldalánál felavatták Mátyás király emlékművét, amelyet Fadrusz János készített. 2009-ben a templom kertjében, a nyugati főkaputól balra felállították Márton Áron püspök szobrát, Bocskay Vince alkotását.
A templom 2018–2022-es felújítása során kivágták a templomkertben található, elöregedett fenyőfákat, amelyeket a kommunista időszakban az épület eltakarásának céljával telepítettek. A templom körül semleges fehér színű LED-es spotlámpákat szereltek fel.
A városi hagyomány szerint a Szent Mihály-templomot alagút köti össze az óvári ferences templommal; ennek meglétét tudományosan nem bizonyították és nem cáfolták.

### Történelmi események
A Szent Mihály-templom számos nevezetes történelmi esemény színhelye volt. Úgy tartják, hogy falai között közel ötven országgyűlést tartottak, ám Kelemen Lajos és Kovács András szerint az országgyűlések helyszíne többnyire a Szent Mihály-templom melletti kis templom volt.
A köztudatban Bethlen Farkas későbbi regényes leírása alapján az él, hogy 1551. július 26-án Izabella királyné itt adta át I. Ferdinánd küldöttének, Castaldo tábornoknak a koronát és koronázási jelvényeket, és egyben felmentette a rendeket a hűségesküjük alól. Castaldo egykorú jelentése szerint azonban az eseményre Tordán került sor július 21-én. Izabella visszatérése után, 1556. október 23-án azonban tényleg a Szent Mihály-templomban vette át a kormányzást és fogadta a követek hódolatát.
Az erdélyi fejedelmek közül itt iktatták be Báthory Zsigmondot harmadjára (1601. március 27.) és itt választották fejedelemmé Rákóczi Zsigmondot (1607. február 12.), Báthory Gábort (1608. március 7.) és Bethlen Gábort (1613. október 13.). Amikor Bocskai István holttestét Kassáról Gyulafehérvárra szállították, 1607. február 18-án a gyászmenetet megszakítva, a templom előtt állították fel a ravatalt.
1944. május 18-án Márton Áron itt mondta el nevezetes beszédét, amelyben elítélte a zsidóüldözést: „A felebaráti szeretet parancsának nyílt vállalása és érvényesítése ma inkább kötelességünk, mint nyugalmas időkben. Kötelez erre, tisztelendő testvéreim, a keresztény cím, amelyet annyiszor használnak föl igen különböző értelmezéssel jelszó gyanánt. Aki felebarátja ellen vét, veszélyezteti a kereszténység kétezer éves munkájának nagy eredményét, az emberek testvériségének gondolatát.”
Az 1989-es foradalmi események során a Schleynig-kápolna egyik falfestményét golyó találta el.

## Leírása

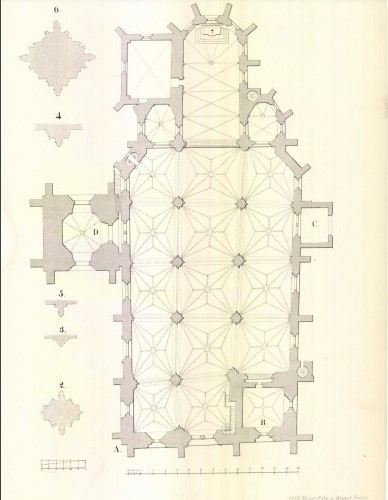
A Szent Mihály-templom alaprajza

Kelemen Lajos szerint „Kolozsvár legrégibb építészeti műemlékei közül nagyságra, korra, történelmi és művészettörténeti jelentőségre övé az elsőség.” Az elhúzódó építkezés, az időközben a tér- és tömegformálás részleteit érintő módosítások, a munkában részt vevő műhelyek cserélődése számos kisebb építészeti szabálytalanságot eredményezett. Művészetében az észak-magyarországi stílus hatása ismerhető fel, de sok részletében az erdélyi helyi jegyek mutatkoznak.

### Alaprajza
Erdély legkorábbi, a brassói Fekete templom után második legnagyobb alapterületű háromhajós csarnoktemploma. Hasonlóan a többi magyar gótikus templomhoz nincs kereszthajója.
Az 50 méter hosszú és 24 méter széles háromhajós hosszházhoz keletről csatlakozik a hármas szentély. A 20 méter hosszú és 10 méter széles főszentély apszisa a nyolcszög három oldalával záródik, két hosszoldalát három keresztboltozatos szakasszal megnyújtották, kiemelték a templom architektonikai tömegéből. Két oldalához egy-egy keskenyebb és rövidebb, a nyolcszög öt oldalával záródó mellékszentélyt toldottak. A hármas szentély kialakítása a bécsi Szent István-székesegyház és a soproni Szent Mihály-templom hasonló megoldását idézi. A vélhetően legkorábban, délnémet földön tanult mesterek közreműködésével felépült hármas szentély tömege kicsi a templom hajójához képest; ezt feltehetőleg a tervek építkezés közbeni megváltozása okozta. A hajót és a valamivel szélesebb szentélyt mindkét oldalon egy-egy ferde falszakasz beiktatásával kötötték össze. A szentélyhez északon csatlakozik a sekrestye.

### Külső jegyei

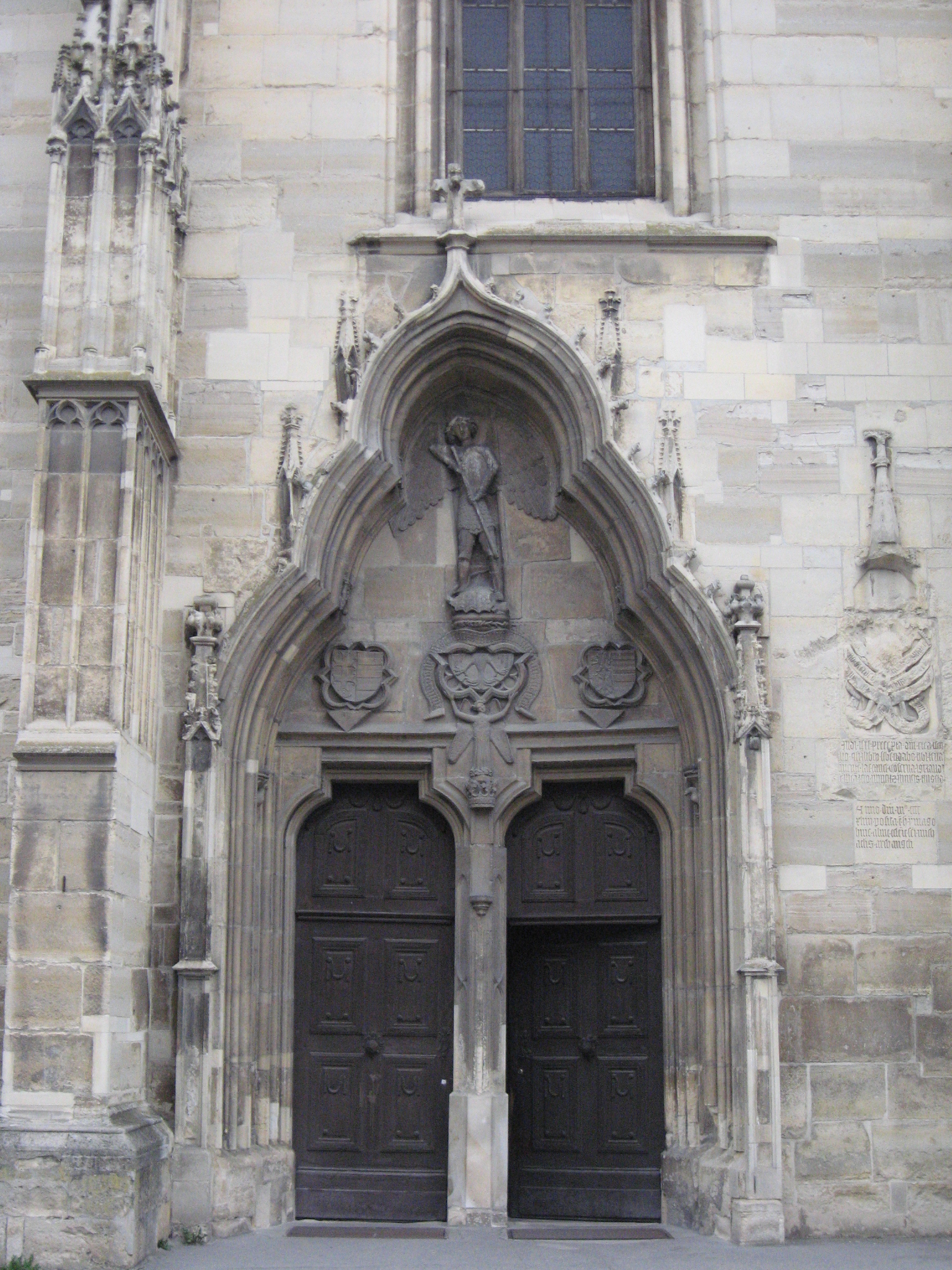
A nyugati kapu

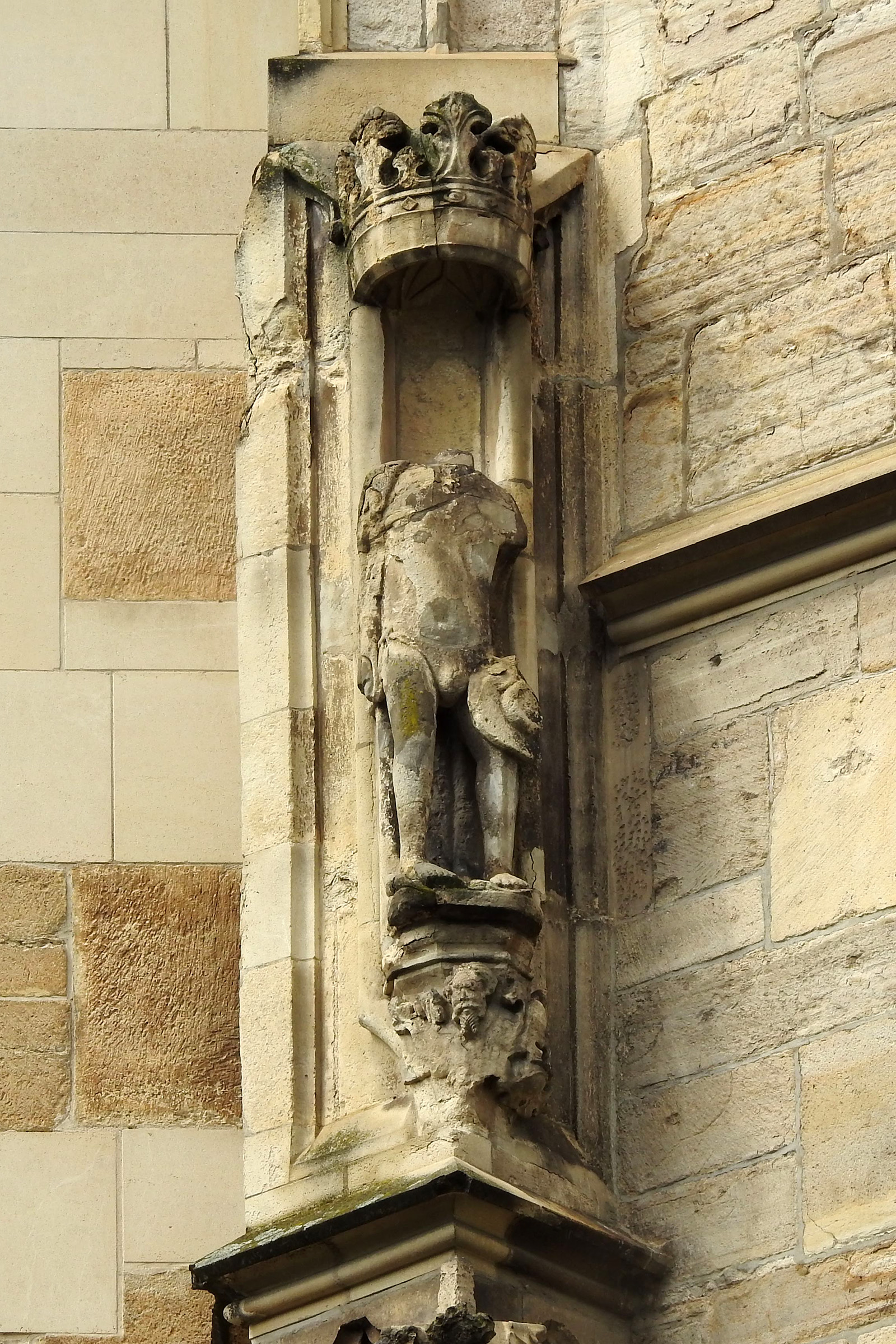
A déli falon található szobor

A templom a Bácsi-torokból származó, faragott mészkő kváderekből épült, magas nyeregtető borítja, a szentély felett huszártoronnyal.
A templomot kívülről lépcsőzetes kialakítású, a zárópárkányig érő támpillérek erősítik meg. A déli mellékhajó homlokzatának támpilléreit felül egységesen vakárkádok tagolják, az északi mellékhajófalon változatosabb kialakítású támpillérek láthatók. A déli fal egyik támpillérén található a kevés megmaradt külső szobor egyike; ez feltételezések szerint Szent Sebestyént, esetleg valamelyik királyt ábrázolja. A szentély függőleges homlokzati tagolását szintén lépcsőzetes, sugaras elrendezésű támpillérekkel, vízszintes tagolását pedig alul párnataggal, az ablakok alatt övpárkánnyal, legfelül pedig koronázópárkánnyal oldották meg. Az épület északi és déli oldalán az oldalhajók főpárkánya alatt lángnyelves fríz fut végig. Változatos formájú, keskeny ablakai mérműves rácsozásúak. A főszentélyt keleti és déli oldalán öt, a déli mellékszentélyt kettő, az északit pedig egy, két- vagy háromosztatú ablak világítja meg.
Az épület leglátványosabb része a négy gótikus kapu; ezek közül a karzataljba vezető nyugati a legdíszesebb. A feltehetően az 1420-as–1430-as években épült nyugati és két északi bejárat közvetlen kapcsolódást mutat a kassai Szent Erzsébet-dóm kapuival. Feltehető, hogy a kolozsvári portálok tervezője részt vett a kassai építkezésen is, és onnan hozta magával a kompozíciós formákat, amelyekhez új elemeket is adott. A Szent Mihály-templom kapuzatainak kialakítása később hatott Erdély templomépítészetére is: a nyugati kettős kapu ívelt kerete például visszaköszön a segesvári Hegyi templomról és a brassói Fekete templomról. Ezt a bejáratot Zsigmond király magyar királyi, német császári és cseh királyi címerei díszítik, felettük Szent Mihály szobrával. Több elmélet született arra nézve, hogy a főkapu miért nem a homlokzat közepén nyílik, de ezeket nem sikerült bizonyítani. Az egyik feltételezés szerint eredetileg háromnyílásúnak tervezték, egy másik elgondolás ellenben az, hogy eredetileg a mai orgonakarzat belső vonalában állt és csak a bővítések során helyezték át. A kaputól jobbra látható gót betűs latin felirat a védőszent szobrának elhelyezéséről ad információt: Anno.d[omini].MCCCC / XLIIII.posita.e[st].h[aec].ymago / huilc.alm[a]e.ec[c]le[s]i[a]e.s[an]cti.mich[-] / aelis.archangeli. A felirat felett egykor Mózes féldomborműve állt, amelyből csak a lábak maradtak meg, illetve a töredékes felirat a tízparancsolat kezdő szavaival. Az északi mellékhajóba nyíló két kapu, illetve az ünnepi alkalmakkor használt déli portál kevésbé díszesek. Ezeken kívül a hosszház délnyugati falszakaszában egy kisebb, csúcsíves kapu nyílik.
A neogótikus, négyzet alaprajzú torony a 4 méteres kereszttel együtt 80 méter magas; ez a legmagasabb templomtorony a történelmi Erdély területén. A sisakkal együtt hatemeletes, az első és második emeletén ablakokkal, a harmadik emeleten rozettával. Díszítésénél a temploméhoz hasonló motívumokat használtak fel, amelyek közül a legjellegzetesebb a háromkaréjú homlokzatfríz.
A templom déli oldalán két kőből faragott ágyúgolyó van a falba ágyazva, amelyek a középkori kőfaragók tréfái lehetnek. Ennek mintájára a 2018–2022-es felújítás szakemberei a torony keleti falán elhelyeztek egy kőből készített koronavírus-makettet, amely egy időkapszulát rejt magában.

### Belső tere

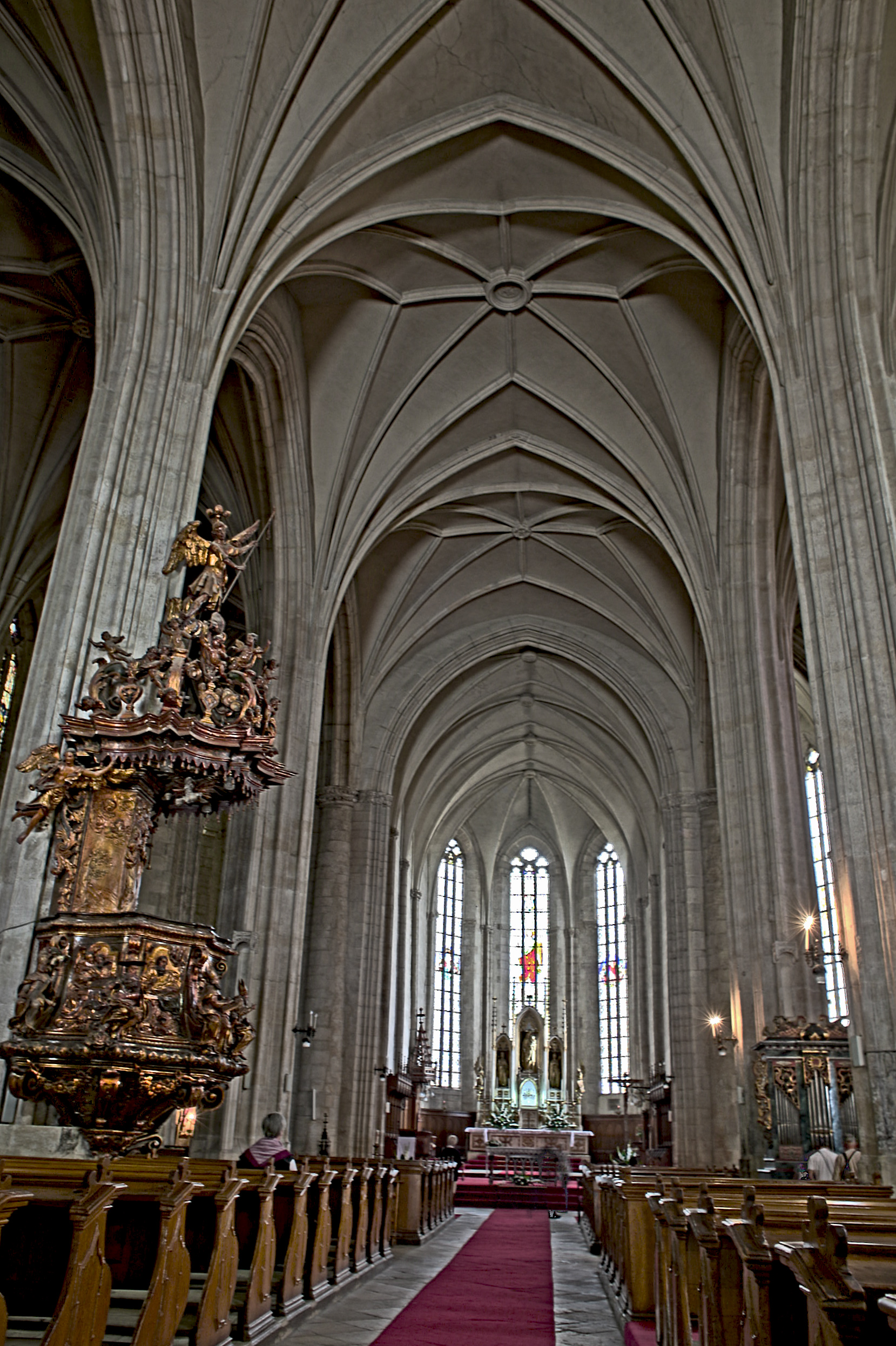
A templom főhajója

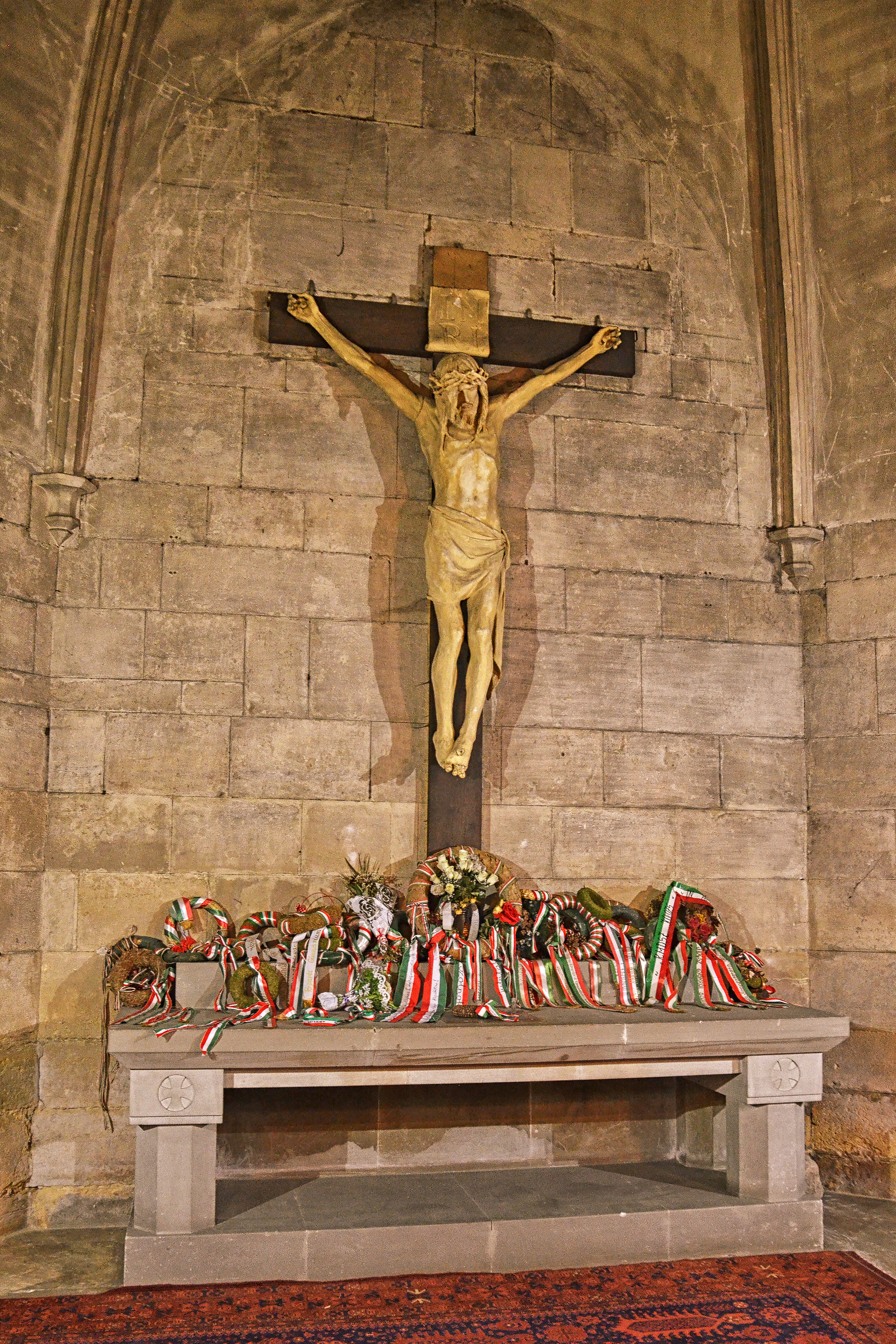
Fadrusz János: Krisztus a keresztfán

A templom hosszházának építése a hármas szentély elkészülte után vette kezdetét, eredetileg bazilikális elrendezést követő tervek szerint. Praktikusan ez azt jelentette, hogy a főhajót két oldalról a mellékszentélyekhez igazodó, keskenyebb és alacsonyabb mellékhajók határolták volna. A tervek azonban megváltoztak, és ennek eredményeként készült el a ma látható háromhajós csarnoktemplom. A hajófalak tagolásában mutatkozó különbségek az elhúzódó építés következményei. A déli falat még egységesen a nyolcszög öt oldalával záródó falpillérek tagolják, ezek szőlő- vagy tölgyfalevél-, állatalakos fejezeteiből indulnak a boltozatok, az északi falon viszont fejezet nélküli falpillérekre támaszkodik a boltozás.
A hosszház egészét csillagboltozat fedi. A négyszakaszos főhajót az északi és déli mellékhajóktól három pár gazdagon tagozott pillérköteg, illetve az ezekre támaszkodó csúcsíves árkádnyílások határolják el egymástól. A boltozat zárókövein különböző díszítések láthatóak: Magyarország Anjou-kori címere, egy nyitott könyv, Kolozsvár címere. Az 1956-ban kezdődött restaurálás során a hiányzó záróköveket pótolták, ezeket Köpeczi Sebestyén József tervezte, Szervátiusz Tibor faragta ki, és Szent Mihályt, Szent Lászlót és Szent Istvánt ábrázolják. Ugyanekkor, 1957-ben került az egyik kápolna falára Szervátiusz Tibor Pietà-szobra, amelynek különlegessége, hogy a keresztről levett Krisztus kétoldalán Szűz Mária és Szent József siratják gyermeküket, s alakjukban a szüleit mintázta meg a művész. Az előcsarnok fölött, a kórus zárókövén egy 1450 körüli ismeretlen címer látható. A templombelső egyetlen megmaradt középkori szobra, Ézsaiás próféta kis méretű mellszobra, a templom délnyugati sarkában, egy vállkövön található.
Az északi mellékhajó és mellékszentély csatlakozásánál található egy kétorsós csigalépcső, úgynevezett királylépcső, amelyen ketten egyszerre úgy közlekedhetnek, hogy nem találkoznak egymással. A nyugati és északi kapukhoz hasonlóan ennek a kialakítása is kassai mintákat követ.
A három szentély kialakításán egymástól élesen elváló stílusbeli és építéstechnikai különbségek fedezhetőek fel, ami a több szakaszban történő építésre és a tervek menetközbeni változására utal. Feltehető, hogy a szentélyrészek eleinte a bazilikális elrendezésű hosszházhoz csatlakoztak volna, s csak később tértek át a csarnokrendszerű téralakításra. A három szentélyt a történelem során többször átboltozták. Az eredeti boltozatot statikailag hibásan építették ki, ennek következményeként az északi és déli hosszfal kihajlott, és feltételezhető, hogy maga a boltozat is beomlott. Az újraboltozás során a statikai hibák következményeit elfedve párkányokat helyeztek el az ablakrézsűknél, és ugyanekkor vágtak a főszentélyt a mellékszentélyektől elválasztó falakba alul csúcsíves nyílásokat, a falak felső részébe pedig egy-egy háromosztatú ablakot. A főszentély gótikus keresztboltozata az 1956–1960 közötti helyreállítások eredménye, míg a mellékszentélyekben látható záróköves, nyolcsüveges boltozatot a 18. században készítették. A szentélybelső oszlopfejezeteit és párkányait különféle kőfaragványok díszítik: némelyik levélmotívumot formáz, de figyelemre méltóak a szakrális (pl. Ádám és Éva) és világi témájú figurális jelenetek: gótikus fiatornyot (vagy szoborbaldachint) faragó mesterember, gyermeket seprűző nő, kürtöt fújó vadász, birkózó férfiak. A főszentély négy sarkában mintegy 3 méter magasságban levő gyámköveket a négy evangélista jelképe díszíti. Ezek közül Szent Márk jelvénye középkori, a másik három az 1956-ban kezdődő restaurálás során készült.
A déli kaputól nyugatra négy felirat nélküli sírkő van befalazva, a templom körüli egykori cinterem maradványai. Az egyiken, amely reneszánsz stílusban készült, 1505-ös évszám olvasható. Az északi hajó belső falán több barokkori síremlék áll. 1773-ban Bánffy György kormányzó családi kriptát alakíttatott ki az altemplomban, a Bánffy családé mellett a Kemény család kriptája is a templom alatt található.
A torony alatti kápolna bibliai jeleneteket ábrázoló festett ablaküvegei 1893–1912 között készültek. Ebben a kápolnában található Fadrusz János 1891-ben készített akadémiai vizsgamunkájának (Krisztus a keresztfán) gipszmásolata.

#### Falfestmények

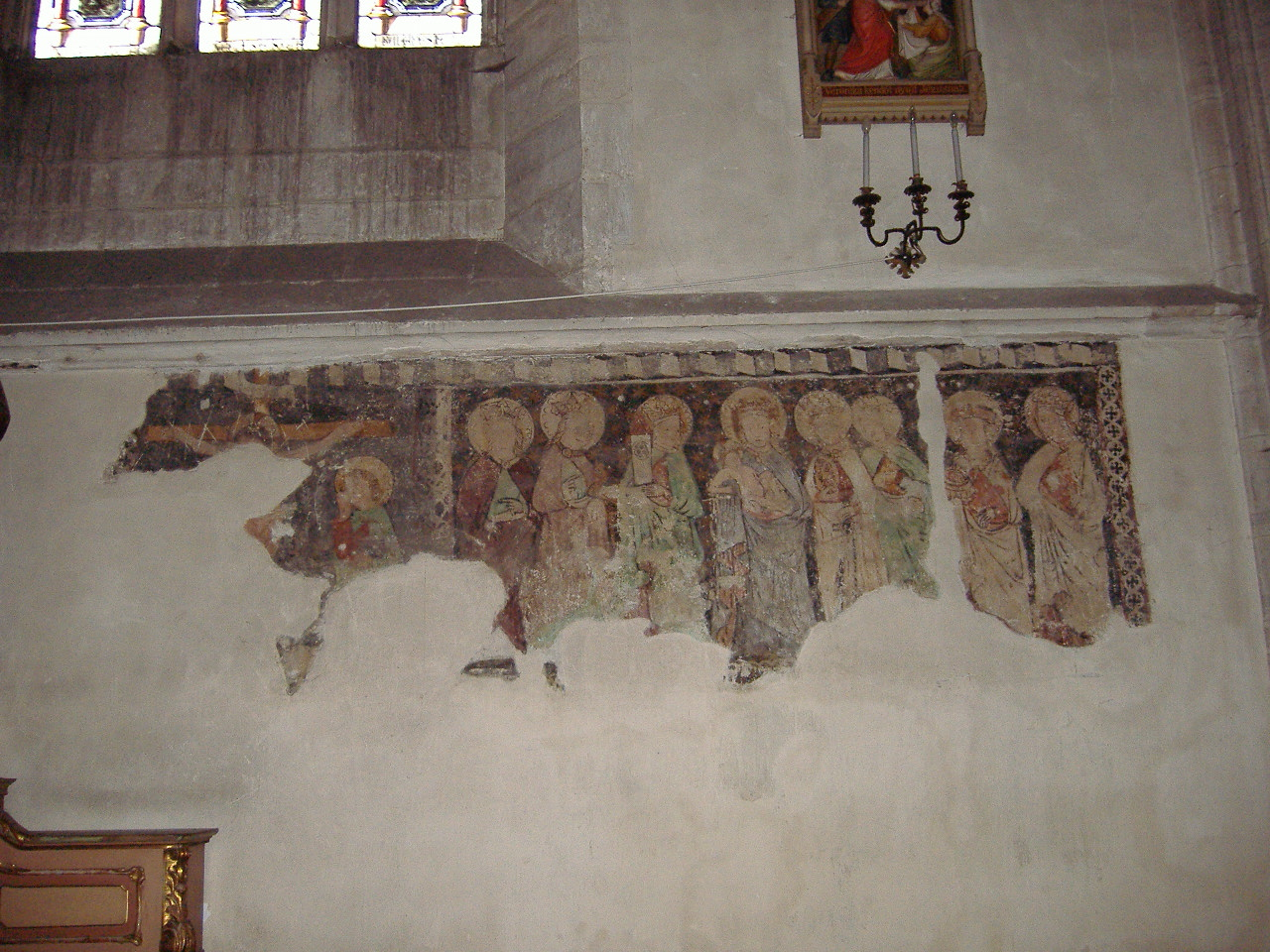
Szűz Mária és a hét vértanú nő

A templom középkori falfestményeiből inkább csak töredékek maradtak fenn. A déli szentélykápolnában található egy Szent Sebestyént ábrázoló 15–16. századi festmény, amelyet egy 14. századi képre festettek rá. A korábbi képen egy csatabárdot tartó ülő szent látható. Ugyanezen a falon található egy 14. századi töredék, a fejét az égre emelő szenttel, szemben a délkeleti fal szintén 14. századi töredéke pedig öt szentet ábrázol.
A legépebben megmaradt festmény 1450 és 1460 közötti, a déli mellékhajó falán, rajta Szűz Mária látható a gyermek Jézussal, hét női vértanú kíséretében. Ehhez csatlakozik kelet felé egy kálváriarészlet. Az északi mellékhajó falának közepén szintén található egy freskótöredék, amely egy térdeplő alak alsó lábszárát és egy dús redőzetű ruha alsó részét ábrázolja.
Az előcsarnok déli részéből alakították ki a 15. század közepe után az úgynevezett Schleynig (Sleunig)-kápolnát. A kápolna északi falán található freskók jelenetei Krisztus kínszenvedéseit ábrázolják. Ugyanitt a nyugati falon az utolsó ítéletet megjelenítő, 1420–1430 között készült freskó ikonográfiai ritkaságnak számít a fogai között kardot tartó Krisztus alakja miatt.
A Sleunig-kápolna középkori freskóit Rómer Flóris fedezte fel 1864-ben és tárta fel 1866-ban, a templomhajóban levő falfestményekre pedig Darkó László bukkant rá az 1956-ban kezdődött restaurálás során.

#### Sekrestyeajtó

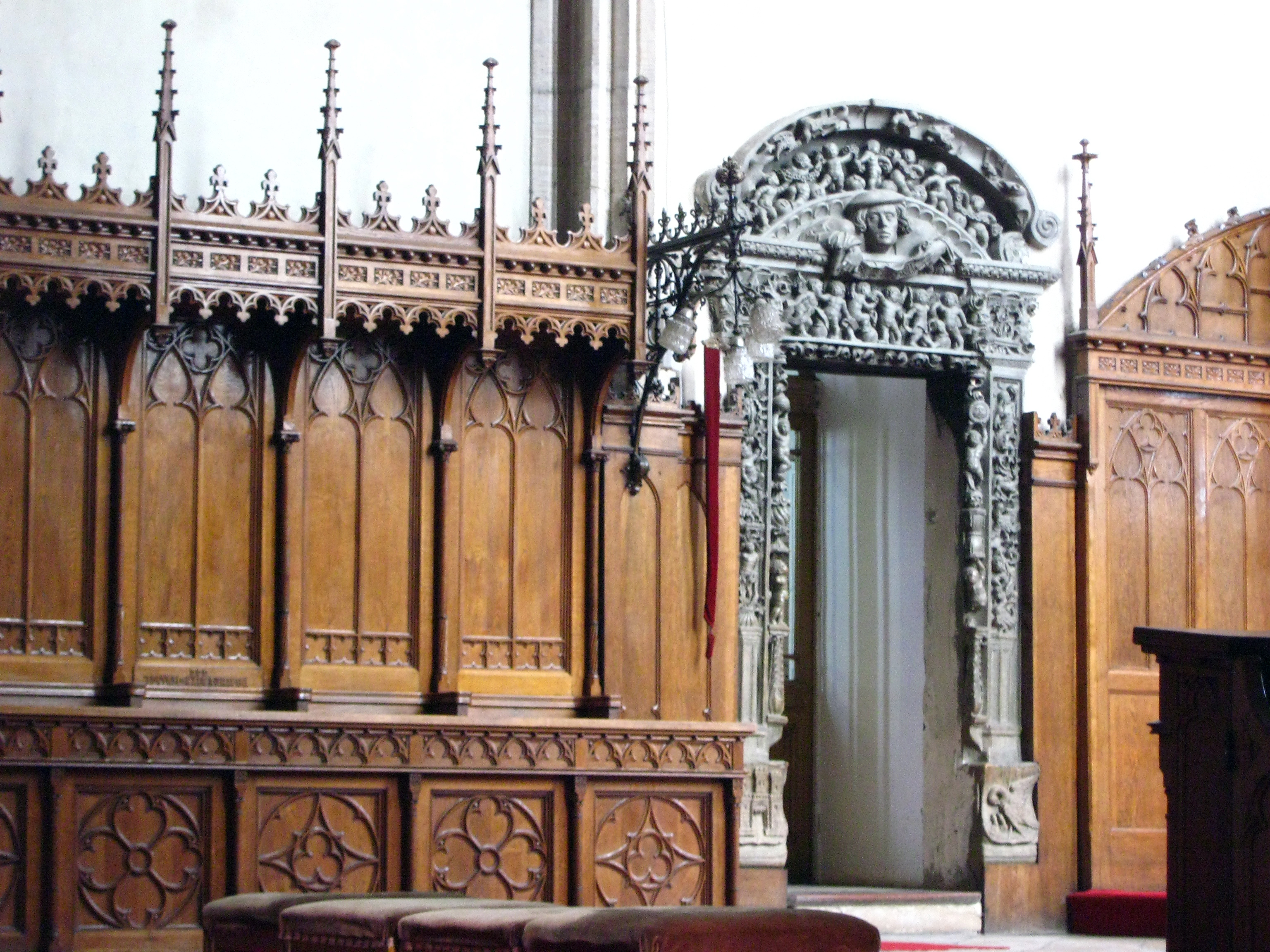
Sekrestyeajtó

Grandpierre Edit szerint a templom legszebb műemléke az Erdélyben páratlan formavilágú és színvonalú, a szentélyfalba vágott sekrestyeajtó homokkőből faragott kerete. Az erdélyi reneszánsz egyik legkorábbi emléke a lábazatába vésett évszám szerint 1528-ban készült, megrendelője a bécsi egyetemen tanult Johannes Klein plébános volt. Alkotója Balogh Jolán szerint a délnémet Daucher-iskolához tartozhatott. A vasajtón 1534-es évszám állt, de az ajtót az 1930-as években lecserélték. A 2,23 méter magas és 0,96 méter széles faragvány két pillérét fríz köti össze, felettük egy timpanon áll. Az egyik pillér alján Kolozsvár címere, a másikon egy fiait vérével tápláló pelikánt ábrázoló címer áll, felettük mindkét oldalon állati és növényi díszítéssel. A pillérek belső oldalán két-két puttó helyezkedik el, a kezükben kehellyel, homokórával, halálfejjel és napkoronggal. A frízt, amelynek két szélén szatírfejek találhatók, szintén puttók díszítik. A timpanon felső körívén madarak ültek, de ezek többsége letört. Az alatta levő köríven ismét puttók láthatók, ezúttal virágfüzérekkel és gránátalmákkal. A timpanon közepén egy férfi mellképe áll, akinek a kezében egy D(ominus) Ioannes Cly[n] feliratú szalag van. Egyes feltételezések szerint ez az alak a megrendelő, mások szerint az ajtókeretet faragó mester lehet. Az alak nagymértékben hasonlít a bécsi Szent István-székesegyház orgonalábán elhelyezett szoborra, Anton Pilgram alkotására.

#### Szószék

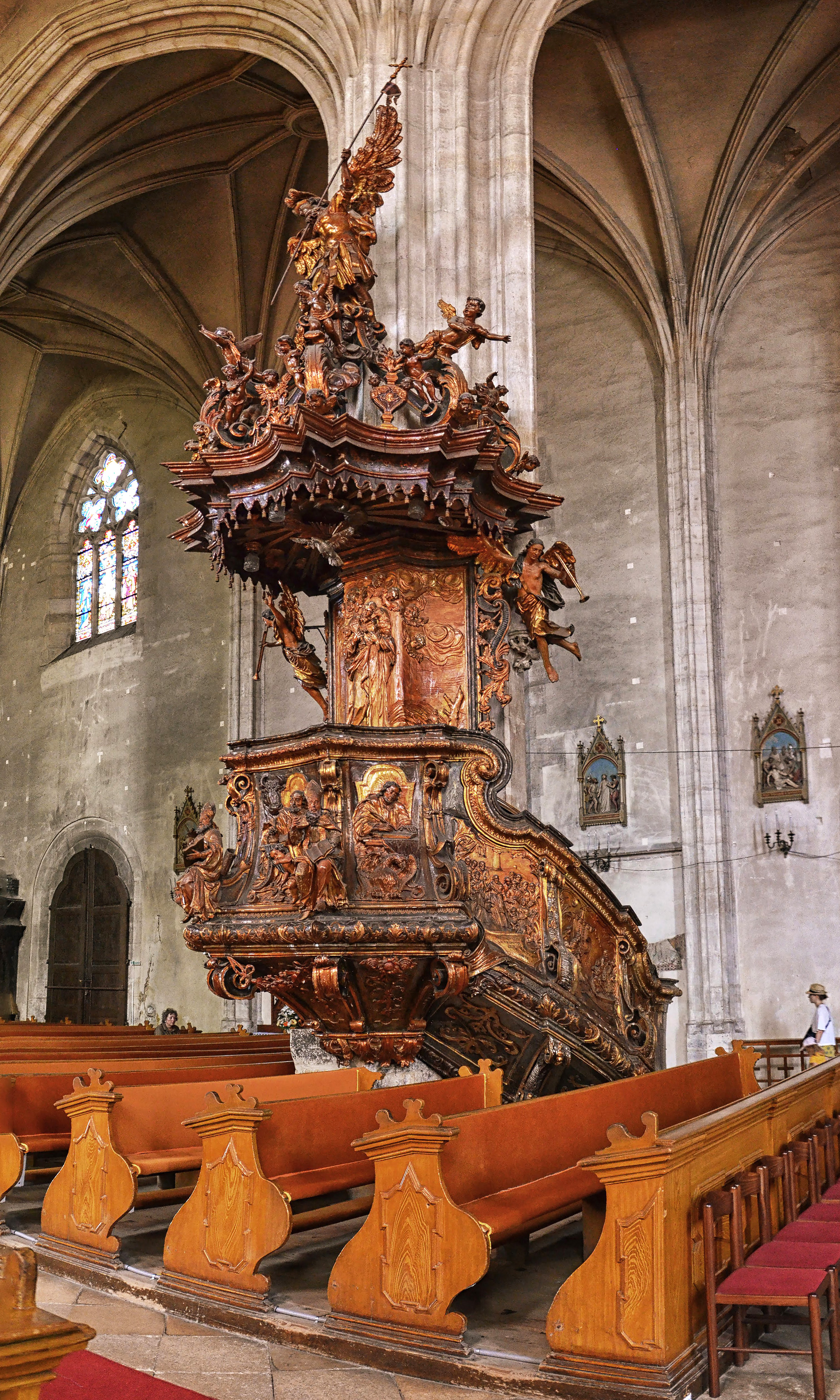
Szószék

Az 1740–1750 között készült barokk szószék, Johannes Nachtigall és Anton Schuchbauer műve, „pompás, gazdag barokk díszítésével Erdély összes többi ilyenféle alkotásait felülmúlja”. A kőből készült középkori, gótikus prédikálószéken áll, amely a barokk szószék felállításakor megrongálódott. A régi prédikálószék érdekessége, hogy a mennyezetfestményeknél megszokott stílusban, élénk színű virágmintákkal van kifestve; a festés feltehetőleg az unitárius birtoklás idején készült. A szószék feljáratának reliefjei Jézus életéből ábrázolnak egy-egy részt: Jézus betániai Márta házában, a csodálatos halfogás, Jézus a kisdedekkel. A feljáró melletti mellvéd fülkéiben a négy evangélista domborműve áll, köztük az alsó párkányon négy keresztény egyházatya (Szent Gergely, Szent Jeromos, Szent Ambrus, Szent Ágoston). A hátlapon Jézus a jó pásztor alakjában jelenik meg. A szószékkorona baldachinját két angyal tartja, csúcsán Szent Mihály szárnyas, sisakos szobra áll, kezében kereszttel. Az alsó rész alakjai, amelyeket Nachtigall faragott, sokkal komorabbak a Schuchbauer alkotta szószékkorona könnyed figuráinál.

#### Oltárok
A templom barokk oltáraiból csak a Háromkirályok imádása és a Szent Katalin-oltár maradt meg. A neogótikus főoltár, a bútorzat és egyéb felszerelések a 19. század végéről, a 20. század elejéről származnak.

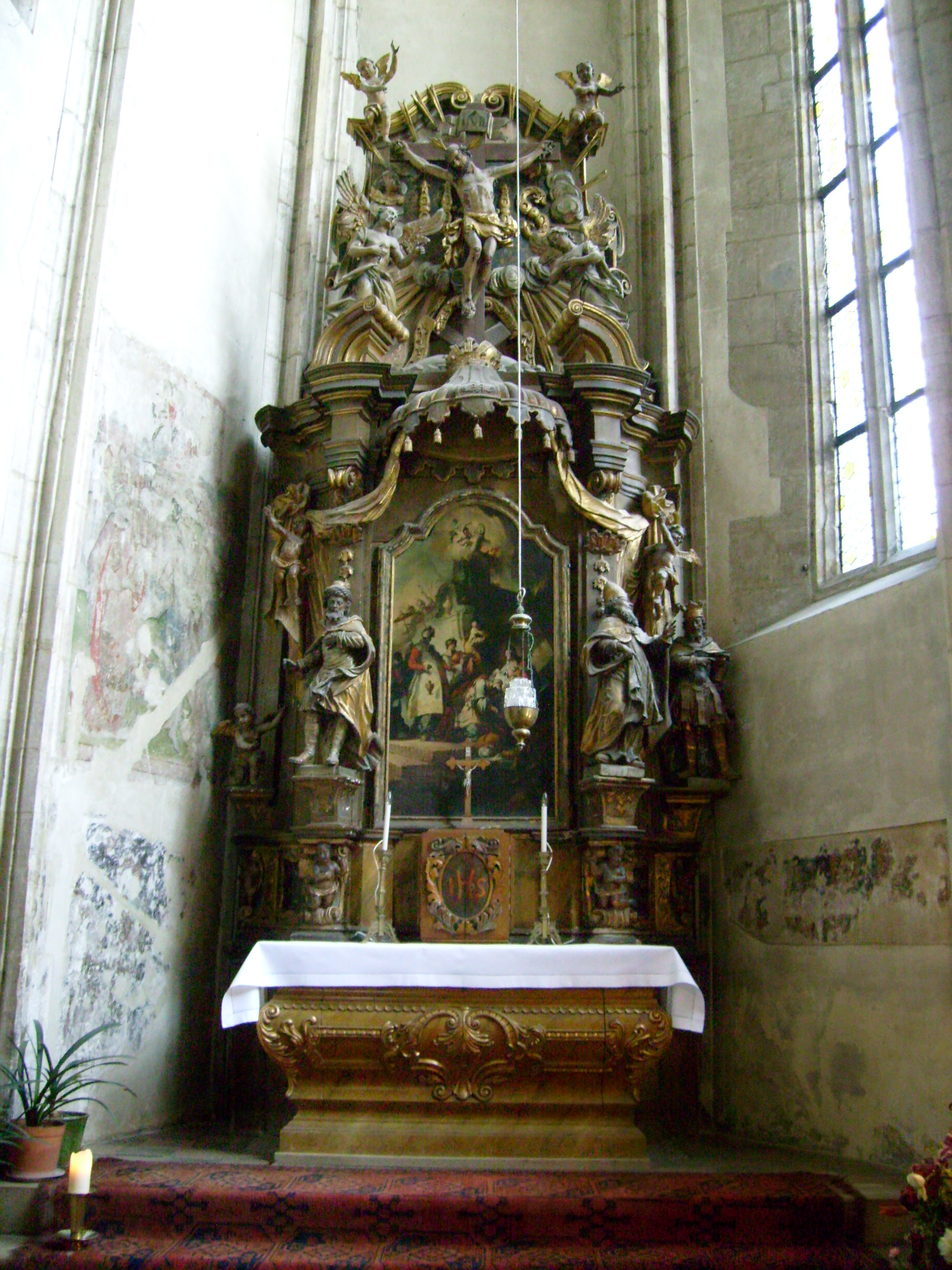
Háromkirályok imádása oltár
A Szent Mihály-templom barokk oltárai közül a legrégebbi a szentély déli oldalkápolnájában álló Háromkirályok imádása oltár, amelyet Anton Schuchbauer készített 1747–1750 között. Az aranyozás és festés Graszler György munkája. A Franz Anton Maulbertschnek tulajdonított oltárképet 1748-ban hozatták Bécsből; rajta Mária a kisded Jézussal, előttük az akkor ismert három földrészt jelképező három király, Mária mögött Szent József. Az oltárkép két oldalán két-két szobor a három királyt és egy nem azonosítható szentet ábrázol. Az oltár fölötti baldachin függönyszárnyait egy-egy puttó tartja. A párkányív két sarkán egy-egy szárnyas angyal térdel. Az oromzaton arany dicsfényben egy szív látható, benne az IHS felirattal. Felette helyezték el a lebontott Vízkereszt-oltárról a feszületet, Johannes Nachtigall alkotását.
Szent Katalin-oltár
Az északi szentélykápolnában található Szent Katalin-oltárt (utóbb Szent Anna-, majd Szent József-oltár) Haller Katalin grófnő megbízásából 1750-ben Johannes Nachtigall készítette. 1756-ban Bíró János plébános Szent Katalin-szobrot készíttetett az oltár számára, azonban ez már a 20. század elején sem volt meg. Az oltárkép helyén aranyozott fareliefek álltak Szent Katalin életének jeleneteivel, de ezt a lebontott Vízkereszt-oltár domborművével helyettesítették. Ezen a töviskoszorús, a világ bűnei alatt roskadozó Jézus Krisztus látható. A bűnök latin neve aranykeresztekre írták (superbia = kevélység, ira = harag, avaritia = kapzsiság, invidia = irigység, blasphemia = istenkáromlás, ebrietas = részegség, detractio = káromkodás, homicidium = gyilkosság, n[on] felix matrimonium = boldogtalan házasság, mendacium = hazugság, inquieta constientia = rossz lelkiismeret, gula = torkosság, acedia = lustaság, luxuria = bujaság). Mellettük oldalt két-két, fekete ruhás női szent szobra áll, ezek közül csak Szent Apollóniát lehet azonosítani. Az oromzaton dicsfényben álló földgömb, a baldachin közelében Haller-címer helyezkedik el.

#### Orgona

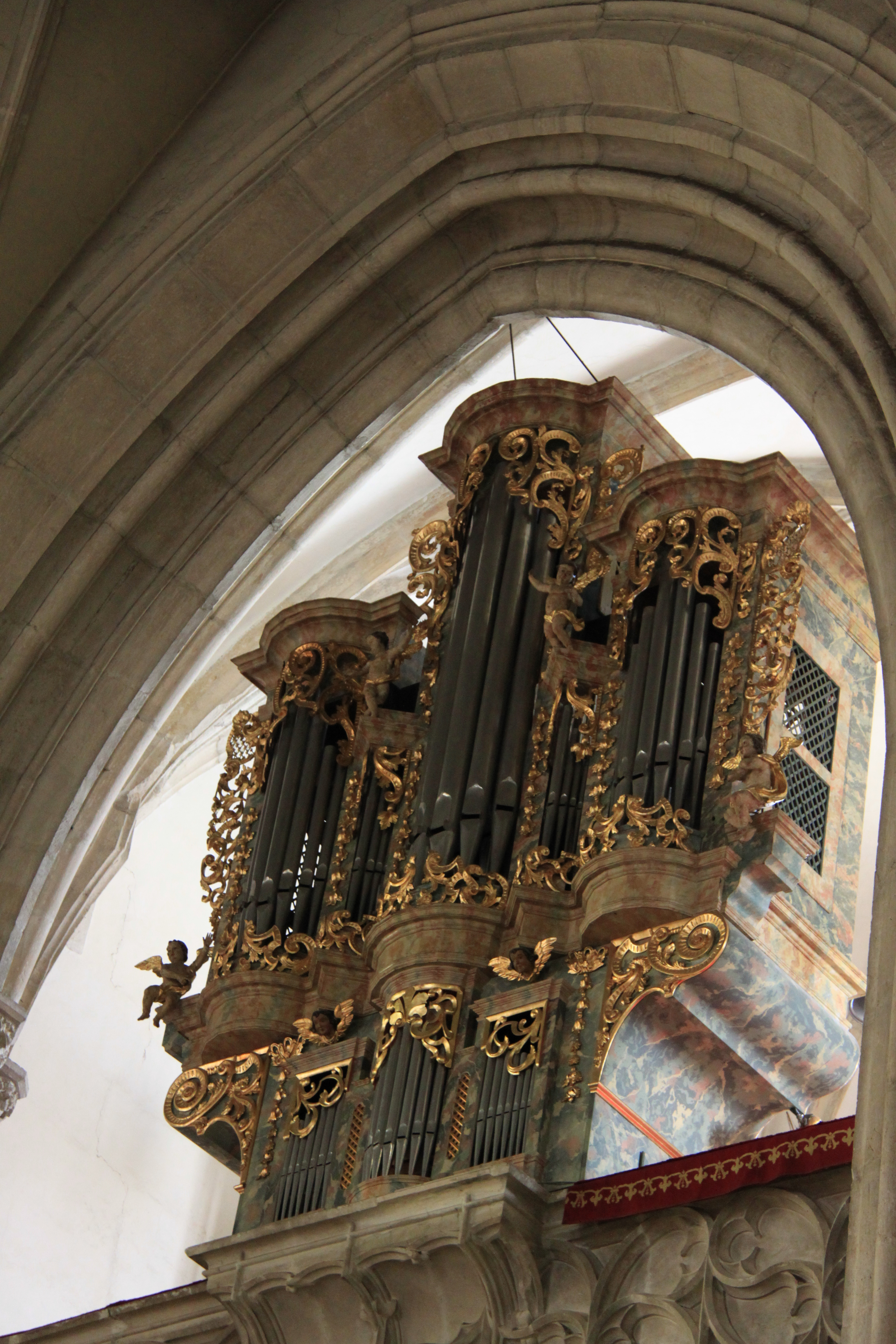
A templom orgonája

Az orgonát 1753-ban építette Johannes Hahn (1712–1783) nagyszebeni építőmester; díszítéseit Johannes Nachtigall készítette. Eredetileg egymanuálos, pedál nélküli, 12 regiszteres hangszer volt, Erich Türk szerint viszonylag szerény méretű a templom nagyságához és a város anyagi lehetőségeihez képest. 1990-ig szinte változatlan maradt, ekkor Hermann Binder restaurálta és bővítette, így 35 regiszteres, hárommanuálos lett. A templom 2018–2022 közötti felújítása során 16 új pedálregiszterrel bővült.

### Harangjai
Az 1763-as földrengés következtében a templom harangtornya megsemmisült, ettől kezdve a templom melletti kis fatoronyban harangoztak. 1816-ra a faépítmény talpfái elrothadtak, ezért a harangokat az új torony 1858-as elkészültéig áthelyezték a templom nyugati falára. 1849-ben Csány László kormánybiztos ezeket leszereltette, és összezúzott állapotban Brassóba szállíttatta, de végül nem olvasztották be őket. 1852-ben a harangdarabok visszakerültek Kolozsvárra, és újraöntés után 1861-ben az időközben felépült toronyba.
A templomnak 1916-ban öt harangja volt; ezek közül négyet 1917. januárjában az első világháború során katonai célokra lefoglaltak, de a nagyharangot Majláth Gusztáv Károly püspök és Hirschler József kanonok közbenjárásával sikerült megmenteni. A másik három harangot 132 darabra törve ledobták a toronyból.
A nagyharang 1924. március 7-én megrepedt. Ezt követően Hőnig Frigyes aradi mester öntött négy új harangot, melyek felszentelése 1924. október 2–12. között történt. A ritkán használt kisharang 1657-ből származik, Buczi Kristóf öntötte. Naponta ötször a Szent Gábor-harang szól, ezen felül vasárnap kétszer megszólaltatják mind a négy nagyharangot. A Szent Rafael-lélekharang hangja a halottakért szóló imára hív.
| Név                      | Súly (kg) | Alsó átmérő (cm) | Alaphang | Felirat | Megjegyzés                                              |
| ------------------------ | --------- | ---------------- | -------- | --- | ------------------------------------------------------- |
| Szent Mihály-nagyharang  | 2700      | 178              | G        | Isten dicsőségére és Szent Mihály tiszteletére önttette a kolozsvári róm. kath. egyházközség a megrepedt ősi harang helyébe, 1924-ben Aradon, Hőnig Frigyes cégnél. / Princeps militiae caelestis protege cives custodi patriam templa sacrata Deo. | A régi, megrepedt nagyharang darabjait is beleöntötték. |
| Boldogasszony-harang     | 1700      | 152              | B        | Isten dicsőségére és a Boldogságos Szent Szűz tiszteletére önttette a kolozsvári róm. kath. egyházközség a világháborúba vitt harang helyébe, 1924-ben Aradon, Hőnig Frigyes cégnél. / Maria mater gratiae dulcis parens clementiae tu nos ab hoste protege et mortis hora suscipe. |                                                         |
| Szent Gábor-harang       | 880       | 119              | D        | Isten dicsőségére és Szent Gábor arkangyal tiszteletére önttette a kolozsvári róm. kath. egyházközség a világháborúba vitt harang helyébe 1924-ben Aradon, Hőnig Frigyes cégnél. / Angelus fortis Gabriel ut hostes pellat antiquos et amica caelo quae triumphator statuit per orbem templa revisat. |                                                         |
| Szent Rafael-lélekharang | 328       | 88               | G        | Isten dicsőségére és szent Rafael arkangyal tiszteletére önttette a kolozsvári róm. kath. egyházközség a világháborúba vitt harang helyébe 1924-ben, Aradon, Hőnig Frigyes cégnél. / Aes ago natura sonitu sum nuntius idque quod Raphael quondam nunc ego munus ago ille comes reduci Tobiae comes ibat eunti ille fuit vitae duclor et ille viae vox mea mortales ad tumbas ducit etaras atque erit aeternae duxque comesque viae. |                                                         |
| Kisharang                | 280       | 75               | h1       | Gloria in excelsis Deo et in terra pax hominibus bonae voluntat / IS. Christophorus Buczi me fudit anno Domini 1657. [magyar fordítása: Dicsőség Istennek a magasságban és e földön békesség a jóakaratú embereknek. Öntötte Buczi Kristóf az Úr 1657. évében] |                                                         |

## Jelentősége

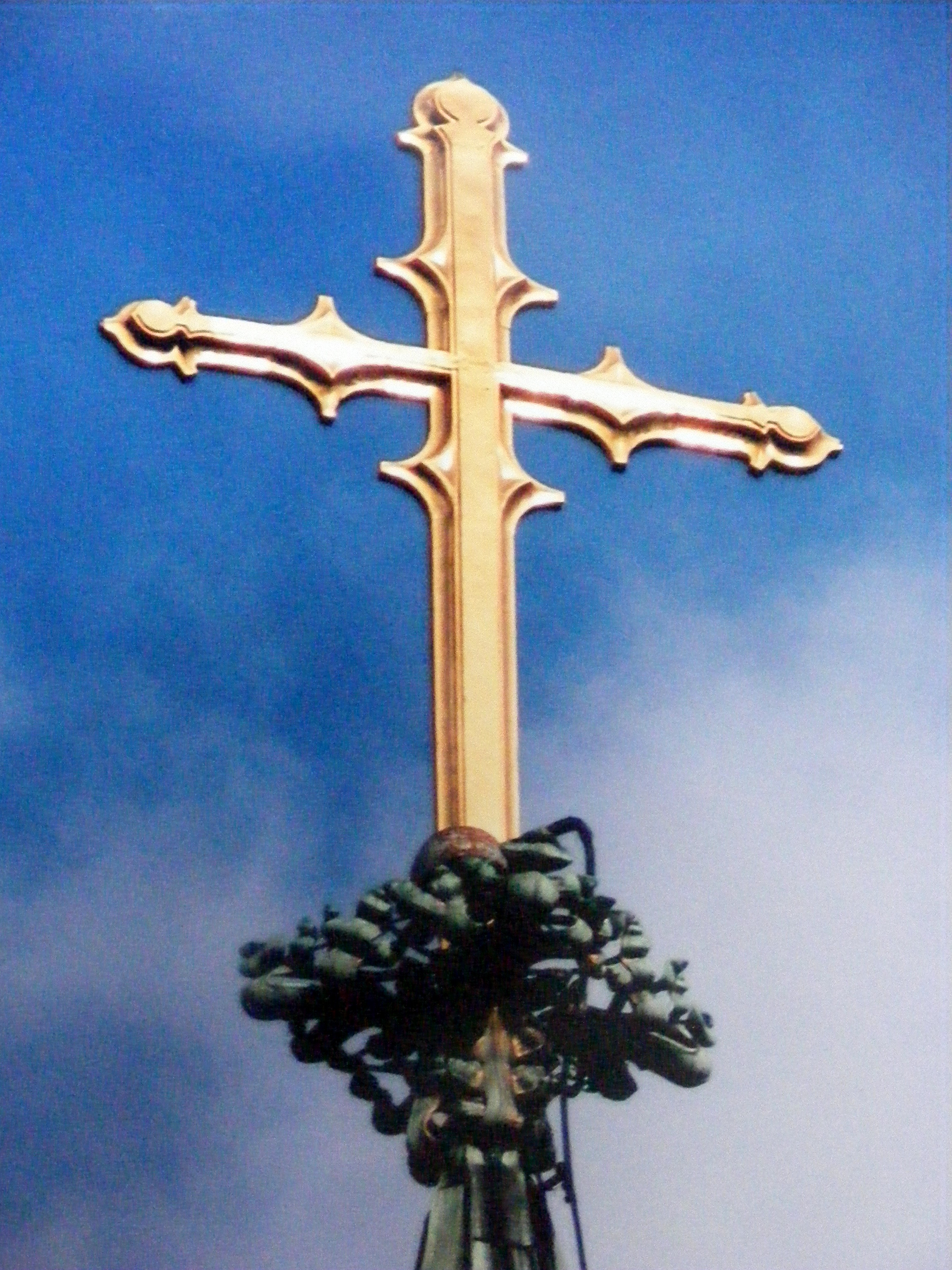
A 4 méter magas kereszt

A Szent Mihály-templom a 2011-ben 14 940 főt számláló, a város lakosságának 4,6%-át kitevő római katolikus közösség plébániatemploma. A kolozsvári magyarság felekezeti hovatartozástól függetlenül magáénak érzi a templomot; hagyományosan itt tartják a március 15-ei ökumenikus istentiszteletet, és itt tettek esküt a Romániai Magyar Demokrata Szövetség képviselői és szenátorai a szervezet által 1992-ben elfogadott autonómianyilatkozat támogatására. Szimbolikus jelentőségét emeli ki az a városi legenda, amely 1988-ban tartotta izgalomban a kolozsvári magyarságot: a szóbeszéd szerint a Szent Mihály-templom keresztjét egy éjjelen helikopterről leszerelték és egy „románosabbra” cserélték. A román nyelvű sajtó szintén a város szimbólumaként hivatkozik a Szent Mihályra.
A templom gyakran ad helyet orgonakoncerteknek, nevezetes az egyházközség Szent Cecília-kórusa. A közvélemény gyakran sérelmezi a Fő téren tartott rendezvények zajszintjét, amelyek károsítják a templomot. Az ilyen rendezvények betiltása ügyében aláírásgyűjtés is indult.
A Guide Michelin szerint turisztikai szempontból a város legjelentősebb épületei közé tartozik; míg magát a várost csak egy csillaggal értékelték, a Szent Mihály-templom két csillagot kapott. A Huffington Post, illetve a Lonely Planet leírásában szintén előkelő helyen szerepel a város látnivalói között. A kolozsvári polgármesteri hivatal által összeállított, 12 turisztikai célpontot tartalmazó listán a hetedik helyre sorolták, ugyanakkor Virgil Pop műépítész, a Kolozs megyei Műemlékek és Történelmi Lelőhelyek Területi Felügyelőségének főtitkára szerint „a Szent Mihály templom műemlékként kétségtelenül a város legértékesebb épülete, amelyet ráadásul nem módosítottak meggondolatlan restaurálások”. A 2018–2022-es felújítástól a látogatók számának 6%-os növekedését várják; ennek érdekében több, korábban a turisták elől elzárt részt is látogathatóvá tettek.

### Művészeti ábrázolásai
A templom szerepel Kolozsvár első ismert ábrázolásán, Georg Hoefnagel 1617-es metszetén. A város jelképének tekintett templomot az idők folyamán számos képzőművész (például Balázs Péter, Berde Amál, Botár Edit, Cs. Erdős Tibor, Désy Károly, Ferenczy Júlia, Feszt László, Folyovich Endre, Fülöp Antal Andor, Gy. Szabó Béla, Györkös Mányi Albert, Hankó János, Nagy Albert, Nagy Endre, Orbán István, Takács Gábor, Tasnádi József, Widman Walter) örökítette meg.
1904-ben a Műemlékek Országos Bizottsága megbízásából Gróh István és tanítványai akvarellmásolatokat készítettek a templom középkori freskóiról, amelyek amellett, hogy dokumentálják az 1942-es restaurálás előtti állapotot, esztétikai szempontból is jelentősek.
A templom alakját többek között Bálint Tibor, Dsida Jenő, Molnos Lajos, Egyed Emese, Kányádi Sándor, Reményik Sándor, Szabó T. Anna, Visky András idézte meg versben vagy prózában. Móricz Zsigmond az Erdély-trilógia második kötetében (A nagy fejedelem) egy a templom tornya körül látható különös meteorológiai jelenséget írt le, amelyet Kelemen Lajos és Gyallay Domokos figyeltek meg 1926. december 17-én.
Szőts István Emberek a havason című filmjében Mátyás király szobrának és a Szent Mihály-templomnak egy-egy részlete az egész várost jelképezi. Egyed Péter és Darkó István A Torony című kísérleti forgatókönyvében a Szent Mihály-templom a levegőbe emelkedik a benne rekedt emberekkel együtt.